# Prisma (optik)
Se även Prisma (geometri)

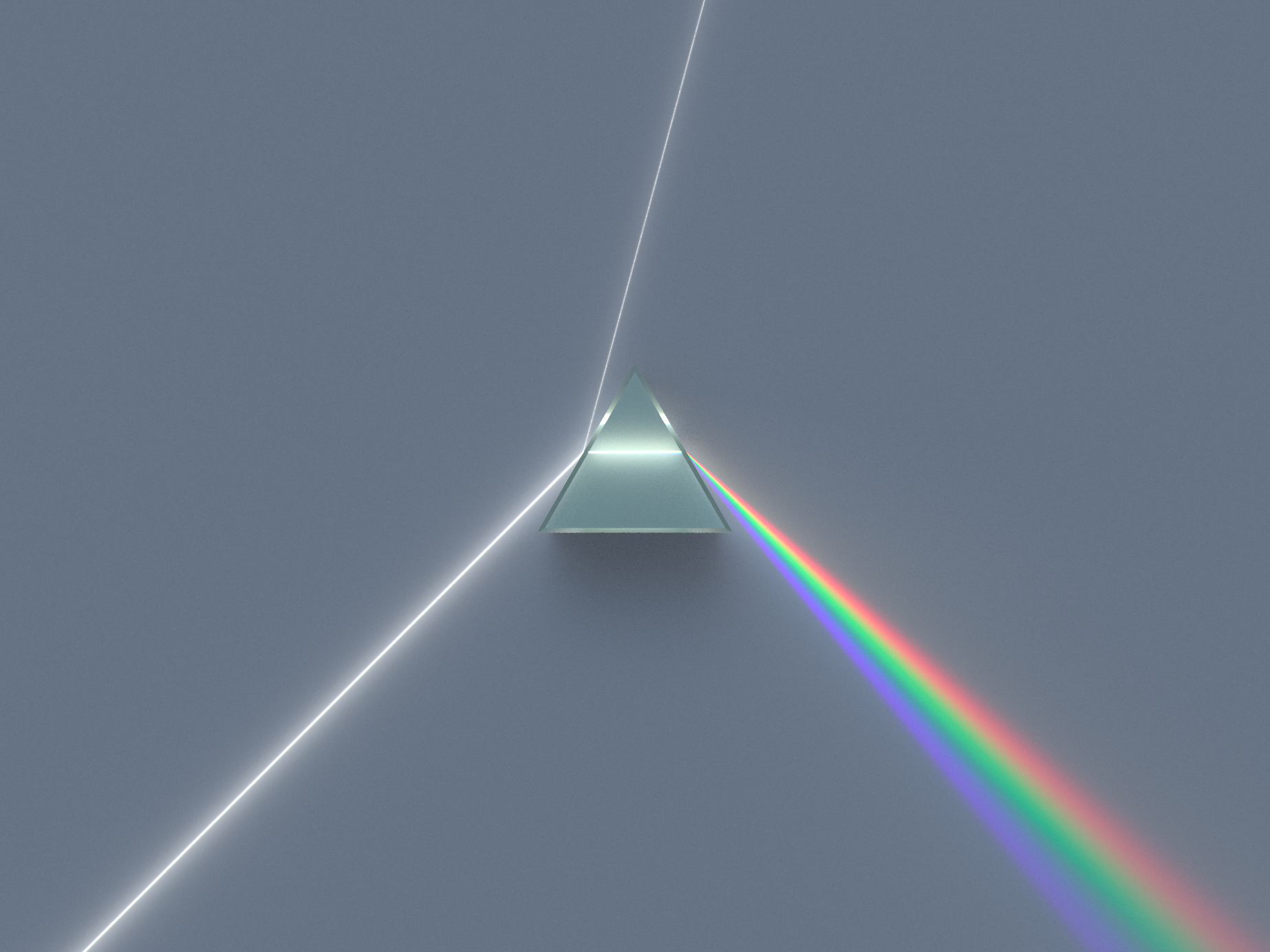
Dispersion av vitt ljus i ett prisma.

Inom optik är ett prisma ett transparent optiskt element med plana sidor som bryter ljuset. Den mest kända formen har tre sidor och används för att dela upp det vita ljuset i dess olika färger, men andra former används för att reflektera ljuset (till exempel i kikare) eller för att polarisera ljus.
Dispersionen i olika vinklar beror på att glasets brytningsindex är beroende på våglängd. Vid så kallad normal dispersion är brytningsindex större för blått ljus än för de längre våglängderna i det gröna och det röda. Förklaringen är att de blåa ligger närmare glasets absorptionsresonanser i det ultravioletta området.